# Stokes Bay (Royaume-Uni)
Pour les articles homonymes, voir Stokes Bay (homonymie).
Stokes Bay est une baie de la Solent qui se trouve juste au sud de Gosport, entre Portsmouth et Lee-on-the-Solent, Hampshire. Il y a une plage de galets avec vue sur Ryde et East Cowes sur l’île de Wight au sud et Fawley au sud-ouest. Le village d’Alverstoke est à proximité.

## Histoire

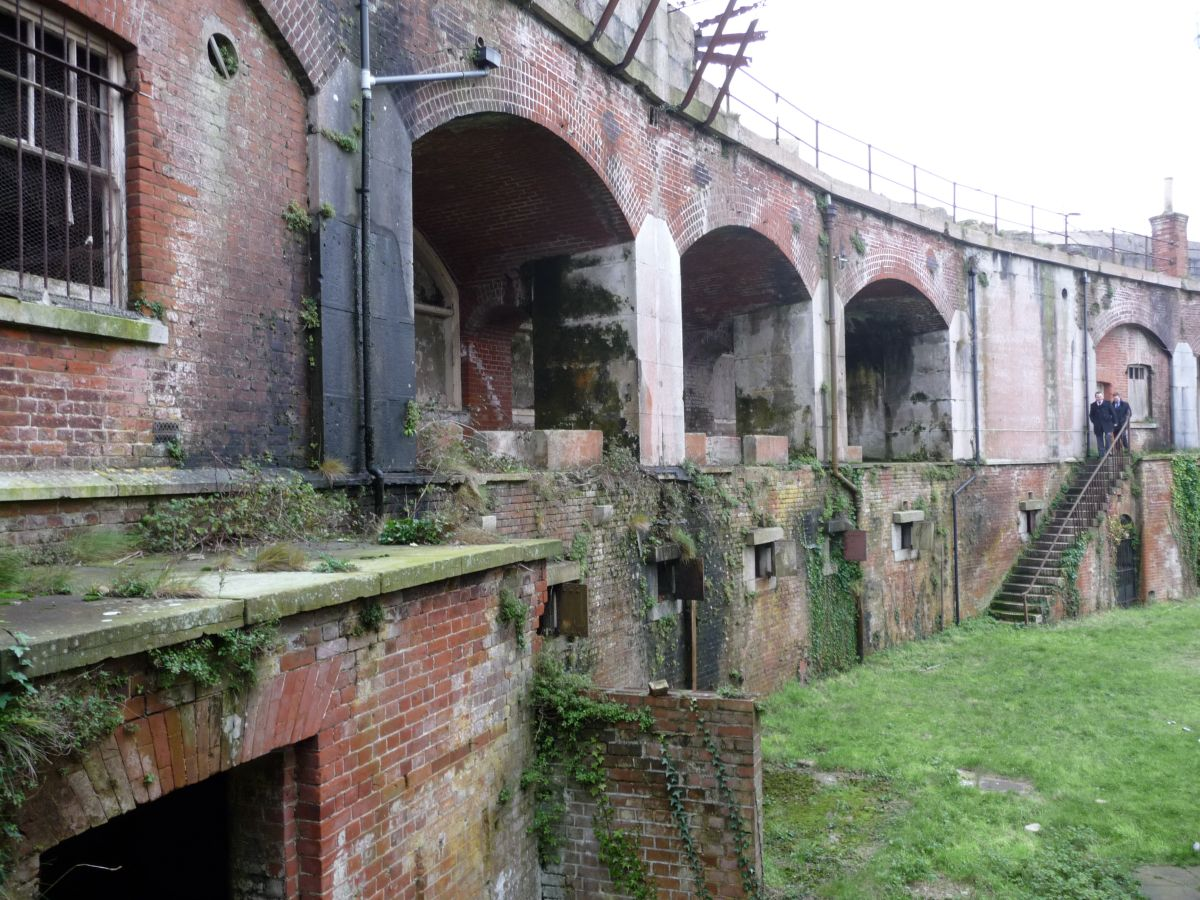
Fort Gilkicker

À l’est de la baie de Stokes se trouve le fort Gilkicker, construit en 1871 pour garder le promontoire et les abords ouest du port de Portsmouth. Il abrite 22 emplacements de canons. La baie a été utilisée pour des expériences avec des mines sous-marines de 1879 à 1912. Un chemin de fer à voie étroite a été construit entre la baie et le Fort Blockhouse pour ces opérations, ainsi qu’un quai.
Le fort Gilkicker a été utilisé pendant les deux guerres mondiales pour protéger Portsmouth contre les attaques aériennes. Il a été désaffecté peu après 1945; il figure dans le Registre des bâtiments à risque et on cherche du soutien pour sa conservation et lui trouver une utilisation alternative.
Il y avait aussi une jetée, adjacente à la station d’embarcations de sauvetage côtier de Gosport et de Fareham, à partir de laquelle un service de ferry-boats était assuré, ce qui constituait la traversée la plus rapide vers l’île de Wight. La jetée avait une gare, ouverte le 6 avril 1863, qui avait une ligne secondaire (Stokes Bay Line) de la Fareham à Gosport Line. Ce chemin de fer cessa de desservir le quai le 1er novembre 1915 et le terrain fut vendu à l’Amirauté en 1922. La ligne n’était pas aussi populaire que la traversée de Portsmouth à Ryde bien que le voyage de Londres ait été plus long que celui depuis Portsmouth. La plus grande partie de la ligne de chemin de fer est désormais une piste cyclable.
L’Amirauté a utilisé la jetée à partir de 1922 pour transporter des munitions et du carburant, et avait une voie ferrée à voie étroite qui remplaçait l’embranchement. La jetée a ensuite servi de poste de torpilles et s’est détériorée avant d’être démolie à la fin des années 1970. En juin 1944, des péniches de débarquement ont embarqué de Stokes Bay pour la France dans le cadre de l’opération Overlord, l’invasion alliée de la Normandie.
Le Solent en face de la baie de Stokes est souvent utilisé par des navires de guerre de très grande taille (par exemple, les super-porte-avions américains) pour jeter l'ancre, car le port de Portsmouth n’est pas assez profond pour qu'ils s'y amarrent. La zone a également été le théâtre de nombreuses revues de la flotte, la plus récente étant la célébration du 200e anniversaire de la bataille de Trafalgar en 2005.

## Loisirs et environnement
À l’est se trouve le country club de golf (9 trous) de Gosport et Stokes Bay. Cette zone de la baie contient également un certain nombre de lagunes d’eau douce et d’eau salée et fournit un habitat unique pour une flore rare, y compris plusieurs spécimens du chêne kermès, un arbuste de la famille Quercus, originaire de la mer Méditerranée.